# Микрофотография

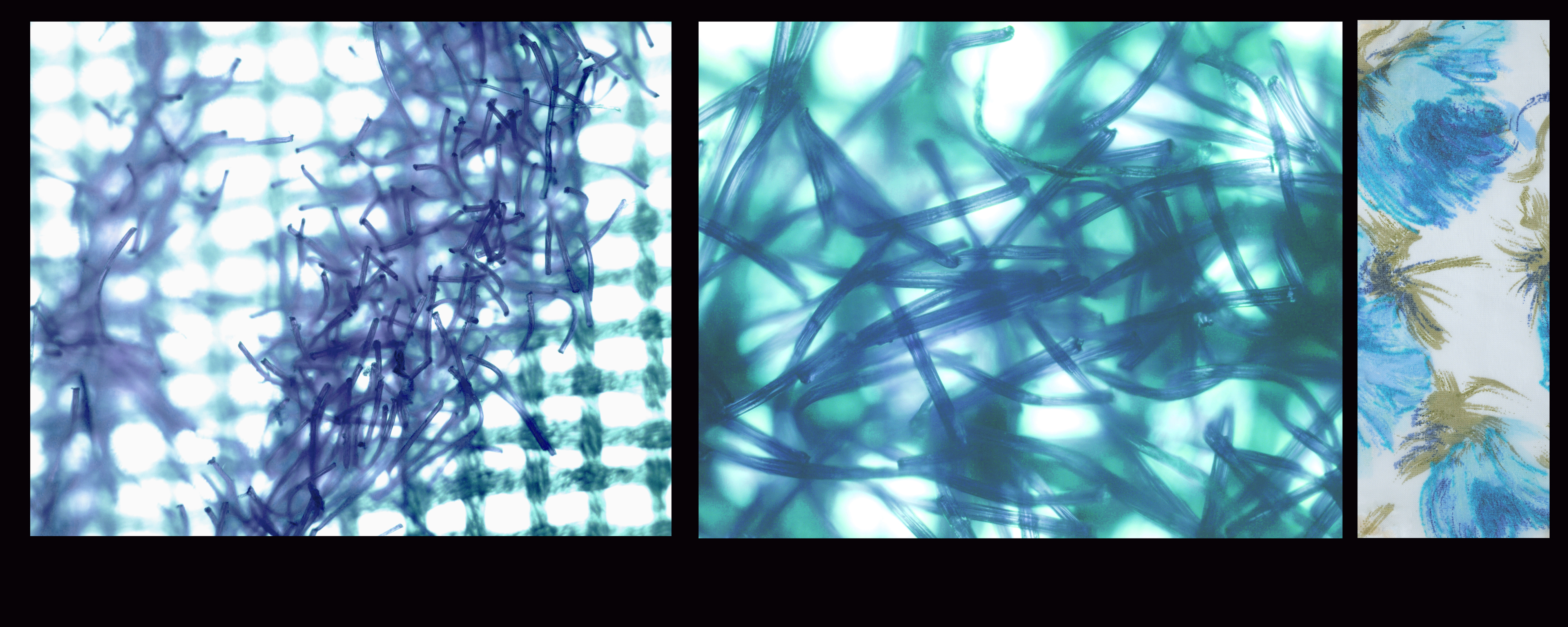
Образец ткани из Музея ивановского ситца и увеличение ткани (40^{×} и 100^{×}). Соединение микроскоп AmScope 40X-2000X и камера 14MP.
Фотография-финалист конкурса Вики-Наука 2015.
Из серии микрофотографий Людмилы Август «Переплетения на микро-просторах»

Микрофотография (англ. micrograph, photomicrography) — техника фотографии малых объектов, с высоким увеличением, обычно с помощью микроскопа.
Микрофотографией также называют изображение, полученное с использованием микрофототехники.

## Виды микрофотографии

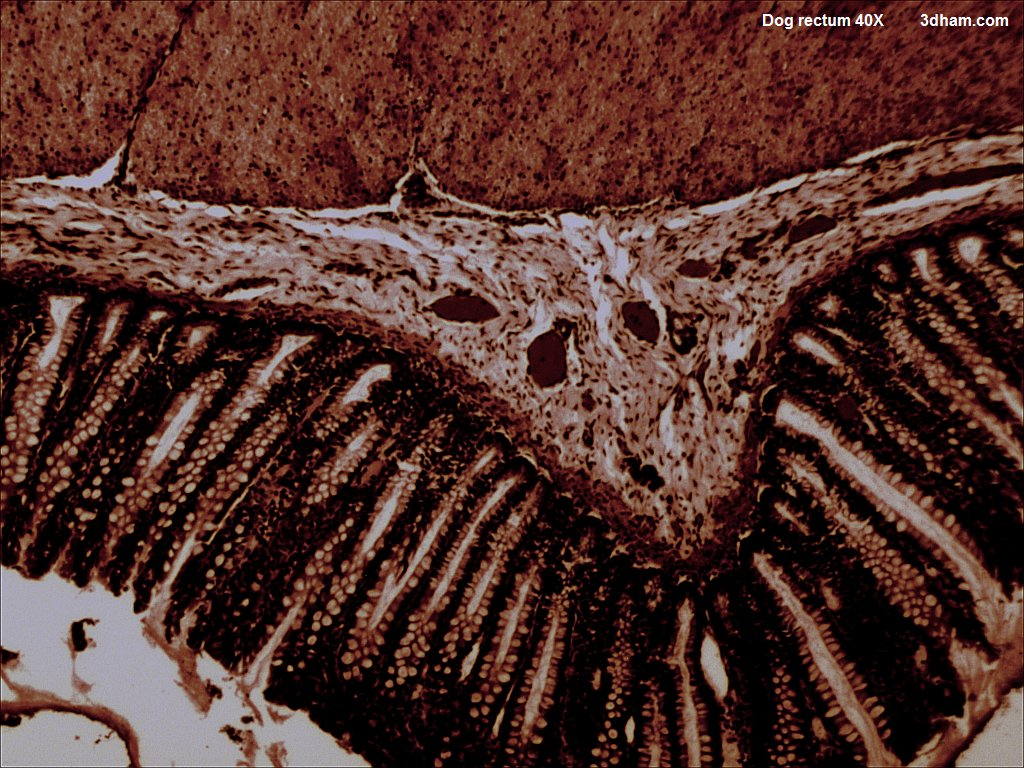
Микрофотография сечения тканей прямой кишки собаки (40^{×})

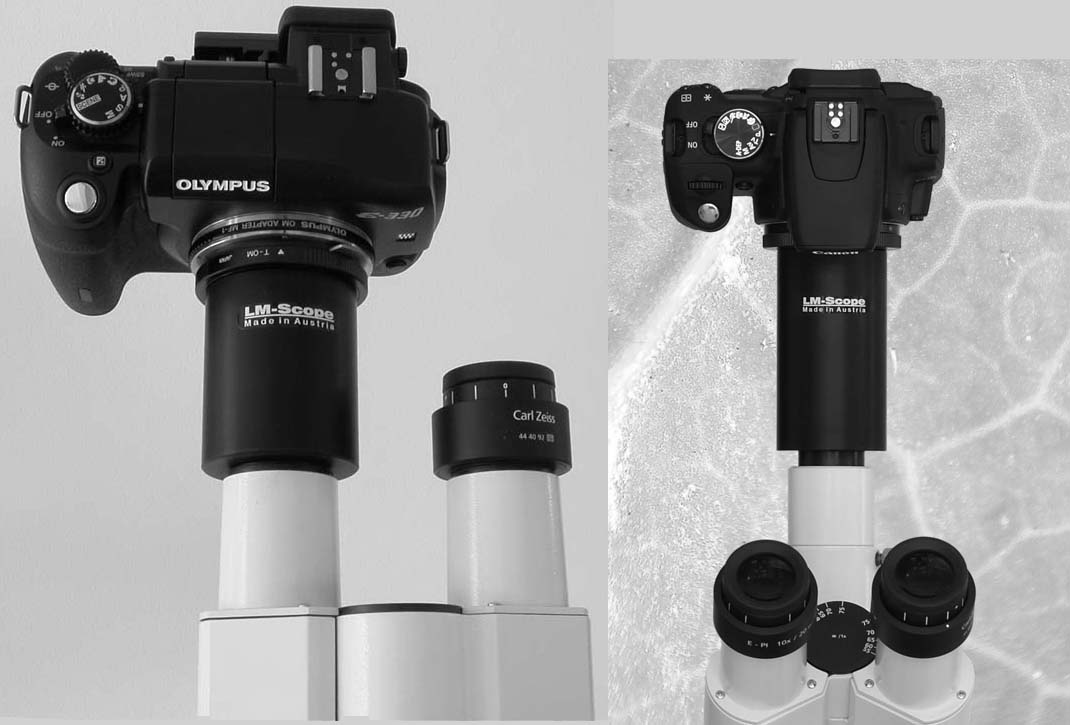
Фотоаппарат с микрофотонасадкой присоединён к оптическому микроскопу. Универсальный адаптер T-mount позволяет использовать различные типы камер.

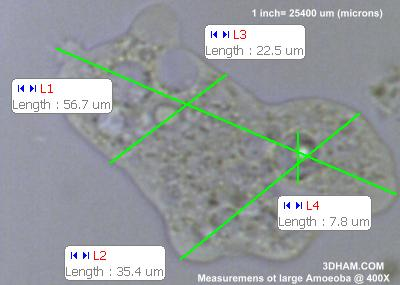
Измерение крупной амёбы (400^{×}; 1 дюйм=25400 мкм)

### Оптическая микрофотография
Некоторые оптические микроскопы укомплектованы специальной фотокамерой, либо имеется возможность установки камеры на них. Для микроскопов простых конструкций выпускаются микрофотонасадки, представляющие собой металлическую трубку определённой длины (тубус) с внутренним чернением для уменьшения светорассеяния. Один конец насадки подсоединяется к оптическому микроскопу на место съёмной окулярной насадки, другой конец снабжен резьбовым соединением M42×1, присоединяемым к фотоаппарату типа «Зенит». Светоделительная призма, размещённая в тубусе, направляет часть света в окуляр фотонасадки. Простейшие фотонасадки могут не иметь окуляра — в таком случае визуальный контроль за наводкой на резкость производится только через видоискатель зеркального фотоаппарата.

### Электронное изображение
Для получения изображений очень мелких объектов, невидимых в оптический микроскоп, используют электронную микроскопию.

### Цифровая микрофотография
В цифровом микроскопе оптика и ПЗС-камера используются для вывода изображения на монитор. Некоторые цифровые микроскопы, в отличие от традиционных оптических, не имеют окуляров и рассчитаны на работу только с изображением на экране.
Кроме того, цифровой фотонасадкой может быть дооборудован обычный оптический микроскоп.
Цифровая технология расширяет возможности работы с микрофотографиями. Помимо оперативности получения снимков, существенные преимущества даёт лёгкость дальнейшей цифровой постобработки изображения. Например, недостаточная глубина резкости легко может быть исправлена за счёт применения специализированного программного обеспечения.

### На английском языке
- Make a Micrograph — This interactive Flash presentation shows how researchers create a three-color micrograph. From the research department of Children’s Hospital Boston.
- Shots with a Microscope — a basic, but comprehensive guide of microphotography
- Scientific microphotographs — Free scientific quality microphotographs by Doc. RNDr. Josef Reischig, CSc.
- Micrographs of 18 natural fibres — From the website of the International Year of Natural Fibres 2009